# امیرخان لپزرین
امیر خان لپ زرین  از کرد های صومای و برادوست بوده و مرد بسیار شجاع و دلیری بود .
در زمان سلطنت محمد بن شاه‌طهماسب اول، دولت عثمانی شهر‌های خوی و سلماس و اورمیه را تصرف کرده بود؛ شاه‌محمد‌بیگ نامی از امرای صومای و برادوست از سوی دولت عثمانی حکمران این مناطق شده بود؛ امیربیگ مذکور از اطاعت وی سرپیچی کرده و با عمر‌بیگ حاکم ایرانی دشت مرگور متحد شده و در جنگ بین عمر‌بیگ و شاه‌محمد‌بیگ حاکم عثمانی، دست امیر‌بیگ به ضرب شمشیر سپاهیان عثمانی قطع شد و از آن پس به امیر‌بیگ دست طلا مشهور گردید.
در سالی که شاه‌عباس به قصد استرداد ایروان و نخجوان از دست عثمانیان بود، امیر‌بیگ مذکور به اردوی شاه ملحق شده اظهار شاهسونی نمود؛ نظر به جلادت و دلیری که در جنگ با عثمانیان از او دیده شده بود، شاه‌عباس او را امیری قبایل و عشایر دشت مرگور داده و به لقب خانی سرافرازش کرد و ایالت اورمی و اشنویه نیز که قبلاً در اختیار قزلباشان بود، به او مرحمت شد.
وی پس از مدتی شورش نمود و جریان در اردبیل به سمع شاه‌عباس رسید؛ حاتم‌بیگ اردوبادی را که وزیر و اعتماد‌الدوله بود به اورمیه اعزام کرد و دستور داد که اگر در امیرخان رایحۀ صدق و اخلاصی مانده باشد، باز او را از راه متابعت فراخوانده و از تقصیراتش منصرف شود، وگرنه به آب تیغ آبدار غازیان آتش فتنه و شرارت او را فرو‌نشاند.

## شورش علیه عثمانی و انتصاب به حکومت
زمانی که دولت عثمانی آذربایجان را تصرف کرده بود، قبایل و عشایر کرد تابع عثمانی شده و شاه محمد بیگ نامی از میرزاده‌های برادوست از جانب عثمانی حاکم برادوست شده بود. امیر خان از او اطاعت نکرده و هرگاه ملازمت یکی از امراء کرد را می‌نمود، مدتی ملازم عمر بیگ حاکم سهران بود و در معرکۀ جنگی که میان عمر بیگ با دشمانش در گرفت یک دست امیر خان از بند بازو قطع شده به امیر بیگ چولاق مشهور گشت.
در سالی که شاه عباس عازم استرداد نخجوان و ایروان بود امیر بیگ به نزد شاه عباس آمده اظهار شاه سِوَنی و اخلاص کرد. شاه عباس نیز او را منظور نظر گردانیده امارت قبیلۀ برادوست و حکمرانی ترگور و مرگور را به او داد و او را به لقب خانی سرفراز ساخته و حکمرانی ارومیه و اشنویه را نیز که از توابع آذربایجان است و سابقاً در اختیار امراء قزلباش بود، به وی اعطاء نمود و به دستور شاه زرگران دستی مصنوعی از طلای سرخ و جواهرات ساخته به بازوی قطع شدۀ امیر بیگ بستند. امیر بیگ چند مدتی تابع صفویه بود و چند الکاء و ولایت از کرد‌های تابع عثمانی را تصرف نمود.

## تحصّن در قلعۀ دمدم و طغیان علیه صفویه
زمانی که چغال اوغلی فرمانده عثمانی به آذربایجان قشون کشیده بود، امیر بیگ از کمک به صفویه خودداری کرد. پس از شکست چغال اوغلی که اردوی شاه عباس در ولایت سلماس اقامت داشت به نزد شاه عباس آمده و بهانه آورد که امراء اکراد وی را یاری ننمودند و خود را از فدائیان شمرد و شاه عباس از سر تقصیرش گذشت؛ ولی در باطن از تعصب مذهب یا شرارت نفس با امرای قزلباش سرحد دشمنی می‌ورزید و سودای استقلال و استبداد در سر داشت، لذا تصمیم گرفت تا قلعۀ دمدم را تعمیر کند. در این کار موافقت صفویه را نیز جلب و شروع به تعمیر قلعه نمود. پیر بوداق خان امیرالامراء تبریز متوجه مقصود امیر خان شد و مراتب را به دولت صفوی اطلاع داد و فرمان گرفت تا امیر بیگ را از ساخت قلعه بازدارد. لذا پیر بوداق خان یکی از ملازمان خود را نزد امیر بیگ فرستاد و او را نصیحت نمود، ولی امیر بیگ به این سخنان گوش نسپرد و ملازم پیر بوداق خان را نیز کرد‌های برادوست به قتل رساندند.
چون ساخت قلعه به اتمام رسید امیر خان ذخائر و آلات حرب بسیار و پنج هزار کرد در قلعه جمع آورد. آن‌گاه قاصدی نزد سلطان عثمانی فرستاد و از گذشتۀ خود اظهار پشیمانی کرد و از او درخواست نمود تا قشونی انبوه به سوی ایران ارسال دارد تا ایشان آن قشون را همراهی کنند.
هنگامی که ایل جلالی عازم کردستان بود از جانب دولت صفوی به امیر بیگ دستور رسید تا آنان را همراهی نماید، ولی امیر بیگ بهانه آورده از اطاعت سر باز زد و لذا حسن خان و فرماندهان تصمیم گرفتند تا به هر طریق که باشد او را رام سازند. بنابر این سخنان دوستانه گفته و اعلام کردند که چون یکی دو شب محل اتراق در نزدیک او خواهد بود مهمان‌پذیر باشد تا با یکدیگر کنکاش نموده و بدانچه صلاح او باشد عمل نمایند؛ ولی امیر خان به این سخنان توجه نکرده و در روزی که مقدمۀ لشکر به حوالی مناطق او رسید، گروهی از کرد‌های برادوست به جلالیان حمله کرده و دو نفر را کشتند و چند تن را زخمی کردند؛ حسن خان و امراء از این واقعه آگاه گشته و جلو رفته‌ها را بازگردانیده از جنگ و جدال منع کردند و در نیم فرسنگی قلعه اتراق نمودند و کرد‌ها به قلعه درآمده توپ و تفنگ به جانب اردو شلیک می‌کردند. حسن خان دوباره معتمدی را نزد امیر خان فرستاد و علت را جویا شد و امیر خان عذرهای نامقبول گفته و از دوستی و موافقت سخن به میان آوردند. ولی کرد‌ها از قلعه بیرون آمده به هرکس از قزلباش و جلالی که می‌رسیدند قتل و غارت می‌کردند؛ لذا خصومت مابین طرفین شدت گرفت و جنگ افتاد. در این بین قریب به سیصد چهارصد نفر از جلالیان که ناراضی بودند به امیر بیگ پیوستند و او را تقویت نمودند و حسن خان ناگزیر در آن جا توقف کرده مراتب را به دولت صفوی گزارش داد.

## رفتن حاتم بیگ اردوبادی برای سرکوب امیر بیگ
پس از مصلحت اندیشی سرانجام آراء ارکان دولت بر آن شد تا اعتمادالدولۀ وزیر و قرا حسن خان استاجلو والی همدان با بیست هزار سوار که ده هزار از آنان از ایل جلالی روم بودند امیر بیگ را سرکوب کنند.
شاه عباس به حاتم بیگ دستور داد تا اگر از اطوار امیر خان رایحۀ اخلاصی استشمام نمود او را مشمول شفقت شاهی نماید و ایل جلالی را از پای قلعه کوچ دهد وگرنه او را سرکوب نموده و الکای او را به جلالیان قسمت گرداند تا در آن جا اقامت کرده سایر طاغیان اکراد را قلع و قمع نمایند.
حاتم بیگ پس از رسیدن به پای قلعه کس نزد امیر خان فرستاد و خواستار گفت و گو شد. امیر بیگ پذیرفته و اظهار متابعت نمود ولی پس از مراجعت به قلعه از همراهی با قشون دولت سرپیچی کرد و لذا دولتیان قلعه را محاصره کردند.

## عاقبت کار
در طول مدت محاصره حاتم بیگ اردوبادی و رئیس ایل جلالی وفات یافتند. سرانجام پس از جدال‌های سخت و محاصره‌ای طولانی، امیر بیگ تسلیم شد و با جمعی از کرد‌ها به اردوی دولتیان آمد؛ زمانی که قرا حسن خان فرمانده قشون آمد ناگهان کرد‌ها به قصد کشتن وی تیغ کشیدند؛ امراء دولت با دیدن اوضاع متقابلاً به مدافعه پرداخته و ایشان را کشتند و قلعه را متصرف شدند.